# René Lefebvre
René Leopold Henri Lefebvre (* 8. August 1893 in Tournai, Hennegau, Belgien; † 26. März 1976 in Tournai-Lamain, Hennegau) war ein belgischer Politiker der Liberalen Partei.

## Biografie
Lefebvre war nach einem Studium als Agraringenieur tätig. Zunächst war er in der Kommunalpolitik tätig und war von 1921 bis zu seinem Tod Bürgermeister von Tournai. 1935 wurde er als Kandidat der Liberalen Partei erstmals zum Mitglied der Abgeordnetenkammer gewählt und vertrat dort bis 1965 das Arrondissement Tournai.
Im Februar 1945 berief ihn Premierminister Achille Van Acker als Landwirtschaftsminister erstmals in eine Regierung und behielt diese Funktion bis März 1946. Nach der Übergangsregierung von Premierminister Paul-Henri Spaak berief ihn Van Acker Ende März 1946 wieder zum Landwirtschaftsminister in dessen Kabinett. Das Amt des Landwirtschaftsministers bekleidete er auch in der nachfolgenden Regierung von Camille Huysmans bis März 1947.
Zwischen 1948 und 1958 war er Mitglied des nach Pierre Harmel benannten Centrum Harmel, das sich mit der Untersuchung und Entwicklung der Demografie, Ökonomie, Ethik und Kultur sowie politischen, rechtlichen und administrativen Organisation Belgiens beschäftigte und aus 18 Parlamentariern sowie 24 Nichtparlamentariern zusammensetzte. Der Abschlussbericht des Zentrums wurde am 25. April 1958 der Abgeordnetenkammer vorgelegt.
Im April 1954 wurde er von Premierminister Van Acker erneut zum Landwirtschaftsminister ernannt und bekleidete dieses Amt bis zum Ende der Amtszeit Van Ackers im Juni 1958.
Van Ackers Nachfolger Gaston Eyskens berief ihn am 26. Juni 1958 zum Innenminister in dessen Kabinett, dem er bis zum Ende von Eyskens Amtszeit am 25. April 1961 angehörte. Während dieser Zeit war er zuletzt von 1960 bis 1961 auch Vizepremierminister.
Für seine politischen Verdienste wurde René Lefebvre am 12. Juli 1966 mit dem Ehrentitel eines Staatsministers gewürdigt.